# Geelvinck (Amsterdamer Regentengeschlecht)

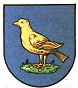
Wappen der Geelvinck

Geelvinck ist der Name einer führenden Amsterdamer Aristokratenfamilie aus dem Goldenen Zeitalter der Niederlande.

## Geschichte
Als Stammherr wird Jan Gerritsz (1510-vor 1566) beschaut, der Schiffer Schiffer auf dem Schiff "De Geelvinck' war, und die letzten Jahre seines Lebens in Amsterdam verbrachte. Sein Sohn Cornelis Jansz Geelvinck (1544–1624) war anfangs ebenfalls ein Schiffer, der sich nach der Alteratie von 1578 in Amsterdam festigen konnte. Cornelis führte einen florierenden Handel mit Erbsen und Bohnen, und war als solcher schon im Jahre 1592 in der Levante tätig. Geelvinck belieferte auch die Niederländische Ostindien-Kompanie (VOC) mit Proviant. Seine Familie bewohnte das Stadthaus De Gulden Kruiwagen in der Amsterdamer Nieuwendijk. Durch eine geschickte Heiratspolitik hatte die Familie Geelvinck lange Zeit eine bedeutende Rolle in der holländischen Politik inne. Diverse Familienmitglieder führten diverse holländische Herrschaftstitel (und als Heeren van Stabroek auch einen flämischen Titel). Das letzte männliche Familienmitglied verstarb im Jahre 1802, während das Gesamtgeschlecht 1835 auch in weiblicher Linie ausgestorben ist. 

### Familienmitglieder

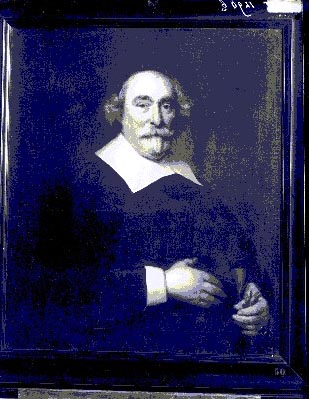
Jan Cornelisz Geelvinck im Jahre 1646, Gemälde von Cornelis Jansen van Ceulen

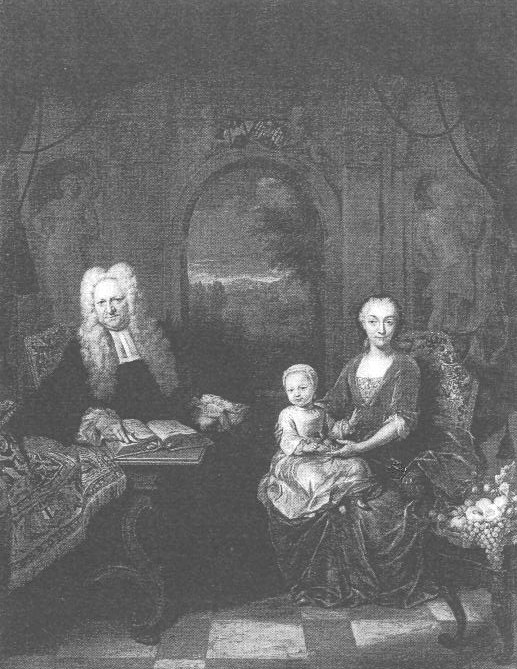
Lieve Geelvinck mit seiner Ehefrau Anna de Haze und einem Kleinkind, gemalt im Jahre 1733 von J.M. Quinckhard

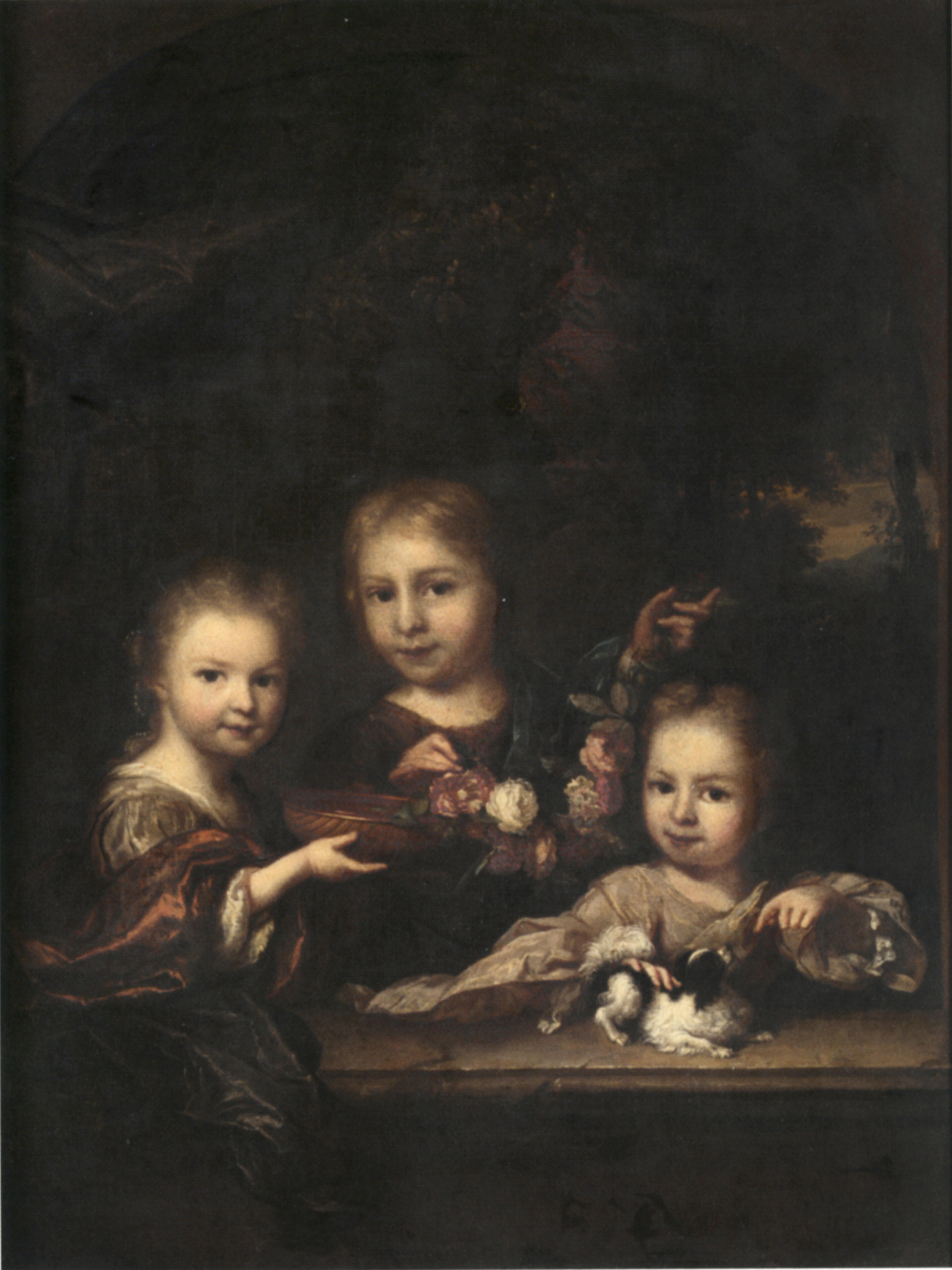
Porträt der Agatha Levina Geelvinck (links) und ihrer beiden Geschwister Joan und Anna Elisabeth, gemalt durch Arnold Boonen (1705)

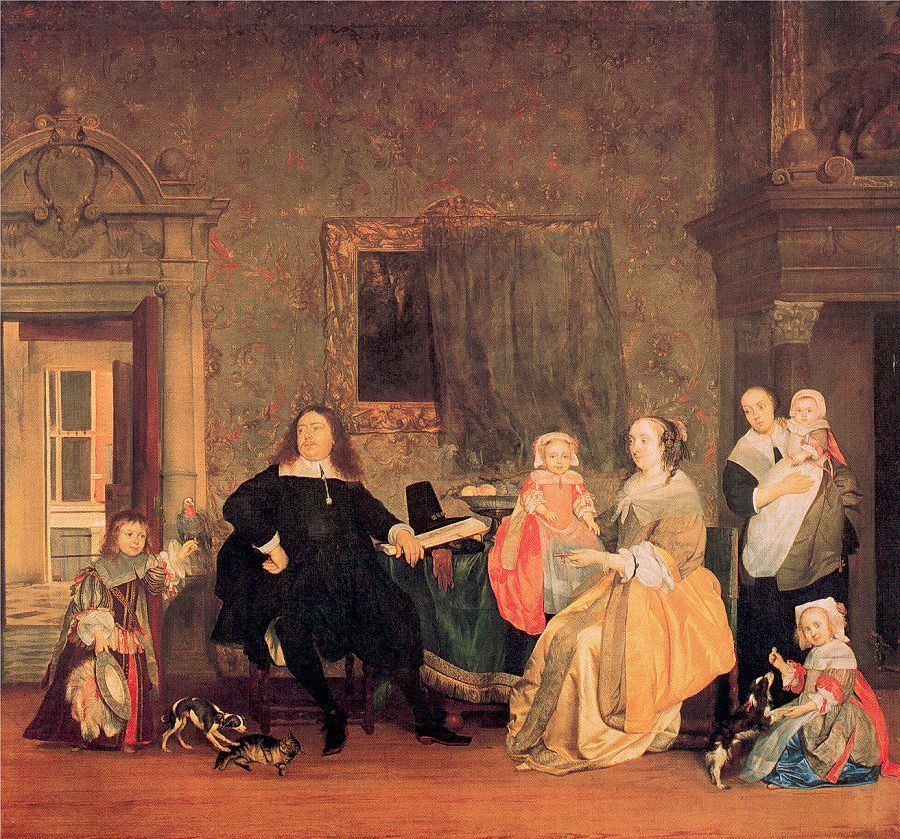
Das durch Gabriel Metsu im Jahre 1663 geschaffene Porträt der Familie Hinlopen.

- Jan Cornelisz Geelvinck (1579–1651), Sohn von Cornelis Jansz Geelvinck, Bürgermeister der Stadt Amsterdam, heiratete im Jahre 1601 Griete Govertsdr Wuytiers, die innerhalb des Zeitraums eines Monats verstarb. Seine zweite Heirat hatte er mit Aecht de Vlaming van Oudtshoorn. Dieser Ehe entsprossen mindestens fünf Kinder; Margaretha Geelvinck heiratete Joan Munter. Agatha war mit Frederik Alewijn, und Eva mit Hendrick Bicker verheiratet.
- Cornelis Geelvinck (1621–1689), Sohn des Jan Cornelisz Geelvinck, Regent und Bürgermeister Amsterdams, verheiratete sich im Jahre 1643 mit der Enkeltochter von Albert Burgh, Elisabeth Velecker (1622–1658), mit dieser er sechs Kinder bekam. Im Jahre 1662 verheiratete er sich mit Margaretha Bicker van Swieten (1619–1697), einer Tochter von Cornelis Bicker. Das Ehepaar bewohnte ein Stadthaus an der Amsterdamer Herengracht.
- Joan Geelvinck (1644–1707), Sohn des Cornelis Geelvinck, wohnhaft in der Amsterdamer Singel, war mit seiner Nichte Anna van Loon verheiratet. Geelvinck beauftragte gemeinsam mit Nicolaes Witsen eine Expedition unter Willem de Vlamingh, auf dem Schiff De Geelvink, die das Ziel hatte die westliche Küste Australiens kartografisch zu erfassen. Im Jahre 1705 entdeckte dieses Schiff den Geelvinkbai, an der Küste Westneuguineas gelegen. Die darin gelegenen Inseln wurden dem niederländischen Schiff zu Ehren Geelvink-Inseln genannt. Von den circa 800 verschiedenen Sprachvarianten der Papuasprachen werden 33 zu einer Gruppe gezählt: den Geelvink-Bay-Sprachen.
- Albert Geelvinck (1647–1693), Bruder der vorhergehenden, war ein Advokat und einer der Direktoren der Sozietät von Suriname. Im Jahre 1680 verehelichte er sich mit Sara Hinlopen (1660–1749). Das heutige Museum Haus Geelvinck-Hinlopen war deren Wohnstatt. In dieser Ehe wurden keine Nachkommen gezeugt.
- Brigitte Geelvinck (1651–1721), Schwester der vorherigen, war mit Albert Bentes (-1701), einem Sammler von Kunstdrucken verheiratet.
- Lieve Geelvinck (1676–1743), Sohn des Joan Geelvinck; Herr von Castricum und Bakkum, war im Zeitraum der Zweiten statthalterlosen Periode ein bedeutender Amsterdamer Bürgermeister und Regent. Im Jahre 1699 verehelichte er sich mit Agatha Theodora van Bambeek, welche aber schon im Jahre 1713 verstorben ist. Er verheiratete sich im Jahre 1730 erneut, diesmal mit einer der reichsten Frauen Amsterdams, Anna de Haze. Aufgrund dieser Heirat wurde er Herr von Stabroek, der Herr der Hohen und Freien Herrlichkeit von Mijnden, und der beiden Loosdrechten. Lieve Geelvinck war ein Staatsgezinder Politiker, der dem niederländischen Erbstatthalter Wilhelm IV. von Oranien-Nassau und dessen Ehefrau Anna von Hannover auf deren Besuch in Amsterdam einen äußerst kühlen Empfang bereitete.
- Agatha Levina Geelvinck (1701–1761), Tochter des vorhergehenden, sie war im Jahre 1742 mit Dirck Trip, einer der reichsten Einwohner Amsterdams verheiratet.
- Nicolaes Geelvinck (1706–1764), Bruder der vorhergehenden; war mit Johanna Jacoba Graafland verheiratet, ab dem Jahre 1737 einer der Vorstände der Niederländischen Westindien-Kompanie (kurz WIC genannt). Nicolaes Geelvinck verheiratete sich im Jahre 1743 erneut, diesmal mit Hester Hooft.  Im Jahre 1747 verheiratete er sich erneut mit der Tochter des Bürgermeisters Gerrit Corver. Von ihm erwartete man sich zeitens seiner Einstellung in der Admiralität von Amsterdam einschneidende Verbesserungen in der Verwaltung derselbigen.
- Joan (II) Geelvinck (1737–1802), Sohn des vorhergenannten, wurde am 7. Juli 1787 zum regierenden Bürgermeisters der Stadt benannt, als die niederländischen (holländischen) Patriotten mehr demokratische Verwaltungsprinzipien eingeführt hatten. Nachdem Amsterdam im September desselbigen Jahres durch preußische Truppen eingeschlossen war, war Geelvinck am 29. September ein Kommissionsmitglied bei der Darbietung einer Satisfaktion an des vormals vertriebenen Erbstatthalters Gemahlin Wilhelmine von Preußen. Auf Anordnung Wilhelmines hin wurde die Stadtregierung aufgelöst, und die aufständische Bürgerschaft wurde entwaffnet. Geelvinck flüchtete nach Paris, um sich der politischen Strömung La Fayettes anzuschließen. Nach dem Jahre 1795 wurde Geelvinck ein Mitglied der sogenannten Vergadering van provisionele representanten van het Volk van Holland. Später wurde er auch Mitglied in der Eerste Nationale Vergadering.
- Agatha Theodora Geelvinck (1739–1805), Schwester des vorhergehenden, verheiratete sich mit dem Baron Dirk Wolter van Lynden van Hoevelaken (1733–1770), und verblieb nach dem Ableben ihres Gatten in Den Haag. Agatha Theodora hatte um das Jahr 1782 eine Liebesaffäre mit dem damaligen preußischen Gesandten Friedrich Wilhelm von Thulemeier. Aber Friedrich der Große verbot eine Verehelichung. Auch Agatha Theodoras Tochter Constantia van Lynden van Hoevelaken führte eine solche Affäre, als sie sich des Öfteren mit Willem V. von Oranien-Nassau traf.
- Lieve Geelvinck (1730–1757), Sohn des Nicolaes Geelvinck, war mit Catharina Elisabeth Hasselaer verheiratet, einer Tochter des Diplomaten Gerard Aarnout Hasselaar. Die Witwe des verstorbenen Lieve Geelvinck unterhielt nahe Bekanntschaft zu Belle van Zuylen und James Boswell, welcher ihr einen Heiratsantrag machte.
- Lieve Geelvinck (1757–1783), Sohn des vorgenannten, gelangte im Jahre 1782 in die Öffentlichkeit, als er unweit seines Gutes bei Heemstede auf dem Haarlemmermeer aus Spaß ein Schiff beschoss und daraufhin wegen Piraterie verurteilt wurde.
- Nicolaas Geelvinck (1732–1787), Bruder von Lieve Geelvinck, Herr von Stabroek, war innerhalb der Periode 1764/1787 Leiter der Niederländischen Westindien-Kompanie (WIC), und im Jahre 1775 Direktor der Sozietät von Suriname. Im Jahre 1780 wurde er innerhalb der WIC zum Repräsentanten des oranischen Erbstatthalters Willem V. benannt.
- Johanna Albertina Geelvinck (1762–1815), Tochter von Joan (II) Geelvinck, wurde im Jahr 1806 Palastdame der holländischen Königin Hortense de Beauharnais.
- Maria Petronella Geelvinck (1769 in Amsterdam-1831 in Paris), Schwester der vorigen, nachdem sie den schweizerischen Offizier Franz Anton Tschiffely geehelicht hatte, übersiedelte sie zu ihm nach Bern. In ihrem Besitz befand sich Gabriel Metsus Gemälde Porträt der Familie Hinlopen. Im Jahre 1832 wurde dieses Werk durch ihren Erben an die Berliner Gemäldegalerie verkauft.

### Wohnhäuser im Besitz der Geelvinck

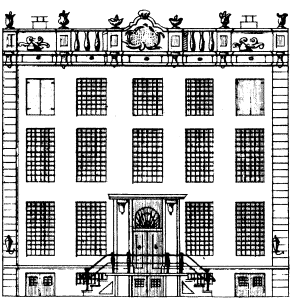
Die Fassade des Museums Geelvinck-Hinlopen um 1770
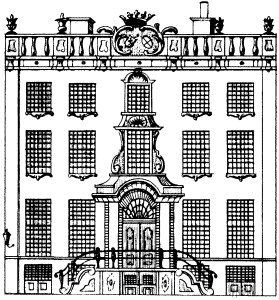
Lieve Geelvincks Stadthaus in der Amsterdamer Herengracht, gemalt von Caspar Philips in seinem im Jahre 1770 geschaffenen Grachtenboek
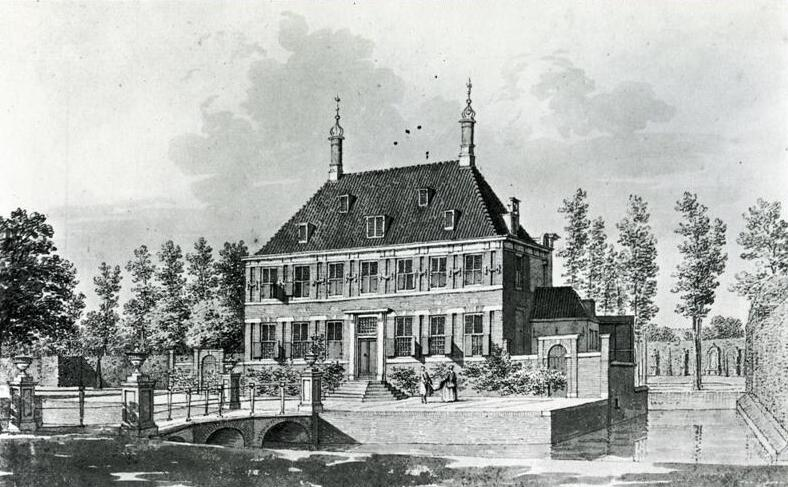
Nicolaes Geelvincks Landhaus Akerendam, eine Schilderung aus dem Jahre 1756, durch Cornelis Pronk

## Einzelnachweis
1. ↑  Johan Engelbert Elias, De Vroedschap van Amsterdam, 1578-1795, Deel 1, Seite 353

## Weblink
- Museum Geelvinck-Hinlopen (nl)